# Supergirl: Woman of Tomorrow
Supergirl: Woman of Tomorrow је предстојећи амерички суперхеројски филм из 2025. године, заснован на истоименој серији стрипова DC Comics-а. Планирано је да ово буде други филм у DC универзуму. Филм је режирао Крејг Гилеспи, према сценарију који је написала Ана Ногеира, док главне улоге тумаче Мили Алкок, Матјас Схунартс, Ив Ридли, Дејвид Крамхолц и Емили Бичам.
Филм са Супердевојком ушао је у развој као део франшизе DC-јев проширени универзум у августу 2018. године, а лик се појавио у филму Флеш (2023), где ју је тумачила Саша Кале. Планови за самостални пројекат су измењени када су Џејмс Ган и Питер Сафран постали ко-извршни директори DC Studios-а у октобру 2022. године. Нови филм о Супердевојци најављен је у јануару 2023. као адаптација мини-серије стрипова Supergirl: Woman of Tomorrow Тома Кинга и Билквис Евели. Ногеира је ангажована као сценаристкиња до новембра 2023, Алкокова је добила главну улогу у јануару 2024, а Гилеспи се придружио као редитељ у мају. Снимање је почело у јануару 2025. године.
Филм ће изаћи 26. јуна 2026. године.

## Радња
Прослављајући свој 21. рођендан, Кара Зор-Ел путује кроз галаксију са Криптом, током чега упознаје младу Рути и креће у „убилачку потрагу за осветом”.

## Улоге
| Глумац          | Улога                      |
| --------------- | -------------------------- |
| Мили Алкок      | Кара Зор-Ел / Супердевојка |
| Матјас Схунартс | Крем                       |
| Ив Ридли        | Рути Мари Нол              |
| Дејвид Крамхолц | Зор-Ел                     |
| Емили Бичам     | Алура Ин-Зе                |
| Џејсон Момоа    | Лобо                       |